# VM i bandy 2022 (kvinder)
Verdensmesterskabet i bandy for kvinder 2022 var det 11. VM i bandy for kvinder gennem tiden, og mesterskabet blev arrangeret af Federation of International Bandy. Turneringen blev afviklet indendørs i Eriksson Arena i Åby, Sverige i perioden 23. - 27. marts 2022. Sverige var VM-værtsland for anden gang, men det var første gang, at mesterskabet blev spillet i Åby. Turneringen havde deltagelse af otte hold. De fire bedste hold spiller i A-VM om den egentlige VM-titel, mens de øvrige fire hold spillede B-VM om placeringerne 5-8.
Mesterskabet blev vundet af værtslandet Sverige, der gik ubesejret gennem turneringen og dermed vandt titlen for fjerde gang i træk og 10. gang i alt. I finalen vandt svenskerne over Norge med 12-0. Norge vandt dermed VM-medaljer for fjerde gang i træk og for for syvende gang i alt, men det var første gang, at holdet kunne rejse hjem med sølvmedaljerne, eftersom holdt seks første gange måtte nøjes med bronze. Bronzemedaljerne gik til Finland, som i kampen om tredjepladsen besejrede USA med 5-2, og som dermed vandt VM-bronze for femte gang i historien. Holdet havde dog ikke været på medaljeskamle siden 2014. B-VM blev vundet af Holland, der vandt 1-0 i B-finalen over Storbritannien på golden goal efter at den ordinære spilletid var sluttet 0-0.
Turneringen skulle egentlig have været afviklet i perioden 9. - 16. januar 2022 i den nyåbnede Gubbängens Skridsko- och Bandyhall i Stockholm. Den 14. december 2021 blev det imidlertid meddelt, at Stockholms Bandyförbund havde trukket sig som medarrangør af mesterskabet på grund af den igangværende COVID-19-pandemi, og Federation of International Bandy valgte derfor at udskyde mesterskabet til marts 2022 i håbet om at finde en ny arrangør. Den 17. januar 2022 kunne Svenska Bandyförbundet og Federation of International Bandy offentliggøre, at mesterskabet i stedet skulle spilles i Eriksson Arena i Åby med Växjö kommun og Åby/Tjureda IF som værter for turneringen.

## Arena
Mesterskabet afvikles indendørs i Eriksson Arena i Åby i Småland, Sverige – ca. 20 km nord for Växjö.

## Format
De otte hold er inddelt i to nivaeuer. I A-VM spiller de fire bedste hold fra sidste VM, mens de sidste fire hold spiller B-VM om 5.- til 8.-pladsen. 
Kampene i A-VM blev spillet 2 × 45 minutter, mens kampe i B-VM blev spillet 2 × 30 minutter.

## A-VM

### Indledende runde
| Dato      | Kl.   | Kamp              | Res. | Pause | Tilskuere | Ref.                                                     |
| --------- | ----- | ----------------- | ---- | ----- | --------- | -------------------------------------------------------- |
| 23. marts | 15:00 | Norge - USA       | 4–3  | 2-1   | 72        | Kamprapport Arkiveret 25. marts 2022 hos Wayback Machine |
| 23. marts | 18:00 | Sverige - Finland | 11–2 | 4-2   | 553       | Kamprapport Arkiveret 25. marts 2022 hos Wayback Machine |
| 24. marts | 15:00 | Finland - USA     | 6–3  | 2-2   | 54        | Kamprapport Arkiveret 25. marts 2022 hos Wayback Machine |
| 24. marts | 18:00 | Norge - Sverige   | 1–7  | 1-4   | 156       | Kamprapport (Webside ikke længere tilgængelig)           |
| 25. marts | 15:00 | Finland - Norge   | 0–6  | 0-4   | 63        | Kamprapport (Webside ikke længere tilgængelig)           |
| 25. marts | 18:00 | Sverige - USA     | 3–0  | 2-0   | 236       | Kamprapport Arkiveret 29. marts 2022 hos Wayback Machine |

| Hold    | Kampe | Mål   | Point |
| ------- | ----- | ----- | ----- |
| Sverige | 3     | 21-3  | 6     |
| Norge   | 3     | 11-10 | 4     |
| Finland | 3     | 8-19  | 2     |
| USA     | 3     | 6-13  | 0     |

### Semifinaler
| Dato      | Kl.   | Kamp            | Res. | Pause | Tilskuere | Ref.                                                     |
| --------- | ----- | --------------- | ---- | ----- | --------- | -------------------------------------------------------- |
| 26. marts | 14:00 | Sverige - USA   | 7–0  | 4-0   | 478       | Kamprapport Arkiveret 29. marts 2022 hos Wayback Machine |
| 26. marts | 17:00 | Norge - Finland | 3–2  | 2-2   | 130       | Kamprapport Arkiveret 29. marts 2022 hos Wayback Machine |

### Bronzekamp
| Dato      | Kl.   | Kamp          | Res. | Pause | Tilskuere | Ref.                                                     |
| --------- | ----- | ------------- | ---- | ----- | --------- | -------------------------------------------------------- |
| 27. marts | 11:00 | Finland - USA | 5–2  | 2-1   | 145       | Kamprapport Arkiveret 29. marts 2022 hos Wayback Machine |

### Finale
| Dato      | Kl.   | Kamp            | Res. | Pause | Tilskuere | Ref.                                                     |
| --------- | ----- | --------------- | ---- | ----- | --------- | -------------------------------------------------------- |
| 27. marts | 14:30 | Sverige - Norge | 12–0 | 6-0   | 1.023     | Kamprapport Arkiveret 29. marts 2022 hos Wayback Machine |

## B-VM

### Indledende runde
| Dato      | Kl.   | Kamp                     | Res. | Pause | Tilskuere | Ref.                                                     |
| --------- | ----- | ------------------------ | ---- | ----- | --------- | -------------------------------------------------------- |
| 23. marts | 11:00 | Storbritannien - Schweiz | 8–0  | 3-0   | 32        | Kamprapport Arkiveret 25. marts 2022 hos Wayback Machine |
| 23. marts | 13:00 | Holland - Estland        | 4–2  | 2-2   | 89        | Kamprapport Arkiveret 25. marts 2022 hos Wayback Machine |
| 24. marts | 11:00 | Estland - Storbritannien | 2–5  | 1-2   | 37        | Kamprapport Arkiveret 25. marts 2022 hos Wayback Machine |
| 24. marts | 13:00 | Schweiz - Holland        | 0–1  | 0-0   | 61        | Kamprapport Arkiveret 25. marts 2022 hos Wayback Machine |
| 25. marts | 11:00 | Schweiz - Estland        | 2–3  | 1-1   | 54        | Kamprapport Arkiveret 29. marts 2022 hos Wayback Machine |
| 25. marts | 13:00 | Holland - Storbritannien | 1–2  | 1-1   | 68        | Kamprapport (Webside ikke længere tilgængelig)           |

| Hold           | Kampe | Mål  | Point |
| -------------- | ----- | ---- | ----- |
| Storbritannien | 3     | 15-3 | 6     |
| Holland        | 3     | 6-4  | 4     |
| Estland        | 3     | 7-11 | 2     |
| Schweiz        | 3     | 2-12 | 0     |

### Semifinaler
| Dato      | Kl.   | Kamp                     | Res. | Pause | Tilskuere | Ref.                                                     |
| --------- | ----- | ------------------------ | ---- | ----- | --------- | -------------------------------------------------------- |
| 26. marts | 09:00 | Holland - Estland        | 5–2  | 2-2   | 58        | Kamprapport Arkiveret 29. marts 2022 hos Wayback Machine |
| 26. marts | 11:00 | Storbritannien - Schweiz | 9–0  | 5-0   | 68        | Kamprapport Arkiveret 29. marts 2022 hos Wayback Machine |

### Bronzekamp
| Dato      | Kl.   | Kamp              | Res. | Pause | Tilskuere | Ref.                                                     |
| --------- | ----- | ----------------- | ---- | ----- | --------- | -------------------------------------------------------- |
| 26. marts | 20:00 | Estland - Schweiz | 5–2  | 3-0   | 27        | Kamprapport Arkiveret 29. marts 2022 hos Wayback Machine |

### Finale
| Dato      | Kl.   | Kamp                     | Res. | Pause | Tilskuere | Ref.                                                     |
| --------- | ----- | ------------------------ | ---- | ----- | --------- | -------------------------------------------------------- |
| 27. marts | 09:00 | Storbritannien - Holland | 0–1  | 0-0   | 45        | Kamprapport Arkiveret 29. marts 2022 hos Wayback Machine |

## Samlet rangering
| Plac.  | Hold           |
| ------ | -------------- |
| Guld   | Sverige        |
| Sølv   | Norge          |
| Bronze | Finland        |
| 4.     | USA            |
| 5.     | Holland        |
| 6.     | Storbritannien |
| 7.     | Estland        |
| 8.     | Schweiz        |

## Hædersbevisninger
Organisationskomiteen hædrede følgende spillere efter mesterskabet. Priserne blev uddelt ved afslutningsbanketten i Växjö Konserthus den 27. marts 2022.
| Pris                   | A-VM               | B-VM                |
| ---------------------- | ------------------ | ------------------- |
| MVP                    | Ida Friman         | Amanda Andreasson   |
| Topscorer              | Tilda Ström ( mål) | Saga Hartley ( mål) |
| Bedste målmand         | Tytti Segerman     | Kai-Liis Kalmus     |
| Bedste forsvarsspiller | Rebecca Draper     | Chanel Gilomen      |
| Bedste midtbanespiller | Joanna Nykänen     | Ila Hobbins         |
| Bedste angriber        | Tilda Ström        | Saga Hartley        |